# Chrysotimus alipes
Chrysotimus alipes är en tvåvingeart som beskrevs av Octave Parent 1932. Chrysotimus alipes ingår i släktet Chrysotimus och familjen styltflugor. Inga underarter finns listade i Catalogue of Life.